# Edificio Nacional (Venezuela)
El Edificio Nacional de San Cristóbal, es una obra arquitectónica ubicada en la ciudad de San Cristóbal, Venezuela, en la calle 5 entre carreras 3 y 4 que alberga varias instituciones públicas del estado Táchira. Construido en 1944 y terminado en 1947. Su fachada está orientada frente al lado sur de la Plaza Urdaneta y detrás la Plaza Juan de Maldonado que está frente a la Catedral de San Cristóbal. 
Antes de su construcción se emplazaba allí el Cuartel Tapias, construido este, durante el mandato del General Antonio Guzmán Blanco. Fue usado durante el Gomecismo como base de ciertas operaciones militares y como cárcel donde la cárcel terminó su servicio debido a una masacre de casi todos los que estaban ahí. Se interconecta a través de túneles con el Palacio de los Leones de San Cristóbal y la residencia de Eustoquio Gómez.
En la actualidad aquí reside la sede del Poder Judicial y los tribunales, y la jefatura regional de correos nacionales Ipostel.
- Datos: Q5818223